# Scotopteryx roseifascia
Scotopteryx roseifascia är en fjärilsart som beskrevs av George Francis Hampson 1895. Scotopteryx roseifascia ingår i släktet backmätare, och familjen mätare. Inga underarter finns listade.